# Équipe du pays de Galles de rugby à XV au Tournoi britannique 1893
L'équipe du pays de Galles remporte le Tournoi britannique de rugby à XV 1893 en réussissant la Triple couronne. Cette victoire est la première de l'histoire de l'équipe qui compte alors des joueurs de talent comme William Bancroft ou Arthur Gould. Au total, dix-sept joueurs contribuent à ce succès.

## Historique
Pays de Galles 12 - 11 Angleterre
Points marqués:
- Pays de Galles : 3 essais de Biggs et Gould (2) ; 2 transformations de Bancroft.
- Angleterre : 4 essais de Lohden et Marshall (3) ; 1  transformation de Stoddart.

Pays de Galles : Bancroft, Biggs, Gould (capitaine), Rees, McCutcheon, Phillips (o), Parfitt (m), Mills, Nicholl, Graham, Hill, Hannan, Day, Boucher, Watts.
Arbitre : David Morton 
Le tournoi britannique 1993 est en contraste saisissant avec l'édition précédente puisque les joueurs du XV du Poireau remportent pour la première fois le championnat, tout en réussissant également la Triple couronne. Gould a l'honneur d'être le capitaine de la première équipe à réaliser cette performance. Le premier match est l'opposition contre l'équipe d'Angleterre. Disputé à l'Arms Park de Cardiff, le terrain a été protégé du gel lors de la nuit précédente avec 500 brasiers disséminés à travers l'aire de jeu. Il en résulte que le terrain est glissant, et les conditions de jeu sont aggravées par la présence d'un vent fort. L'équipe anglaise joue la première mi-temps avec le vent dans le dos et les neuf avants du pack anglais dominent leurs vis-à-vis gallois. À la pause, le pays de Galles est mené 7 points à rien, avec des essais de Frederick Lohden et d'Howard Marshall et une transformation du capitaine anglais Andrew Stoddart.
La seconde mi-temps commence mal avec un nouvel essai de Marshall à la suite d'un bon travail des avants anglais. Cependant le pack anglais ne peut continuer sur un tel rythme et les joueurs faiblissent. C'est à ce moment que l'avant gallois Boomer Nicholl prend l'intervalle avec le ballon, le passe à Hannan, qui donne à Gould à la moitié du terrain. Gould parvient à effacer à la fois Alderson et Lockwood avant d'éviter Field et de finir par inscrire  un essai entre les poteaux. Bancroft le transforme. Un mouvement du même style a lieu avec Conway Rees au bénéfice de l'ailier de Cardiff Norman Biggs qui marque le second essai gallois. Mais la transformation est cette fois-ci manquée, ce qui porte le score à 9 à 7 en faveur des Anglais. Les arrières gallois continuent à mettre en danger les trois-quarts anglais : à chaque fois qu'ils franchissent le rideau des avants, ils ont l'avantage numérique et sont en position favorable pour marquer. Mais le XV de la Rose creuse l'écart à dix minutes de la fin du match grâce au troisième essai de Marshall. L'avantage est de 11-7. 
Écosse 0 - 9 pays de Galles
Points marqués:
- Écosse : néant
- pays de Galles : 3 essais de Biggs, B. Gould et McCutcheon ; 1 transformation de Bancroft[8].

Pays de Galles : Bancroft, Biggs, A. Gould (capitaine), B. Gould, McCutcheon, Phillips (o), Parfitt (m), Mills, Nicholl, Graham, Hill, Hannan, Day, Boucher, Watts.
Arbitre : WH Humphreys (Angleterre)
Le match est relancé quand Percy Phillips joue rapidement une balle talonnée pour la transmettre à Gould qui transperce la défense anglaise et marque. Bancroft manque la transformation et le XV du Poireau revient à 11 à 9. Dans les dernières minutes du match, la pression galloise est constante et pousse les Anglais à la faute. Les Gallois obtiennent une pénalité en coin dans la zone des vingt-deux mètres anglais. Les avis divergent sur ce qu'il advient alors. Des témoins disent que Gould tente de placer le ballon pour Bancroft, mais qu'il n'y est pas parvenu sur le sol gelé. D'autres prétendent que Bancroft défie son capitaine en jouant la pénalité en coup de pied tombé. Enfin certains déclarent que les deux joueurs discutent sur le terrain avant la tentative de Bancroft. Quelle que soit la véritable version, il n'en résulte pas moins que Bancroft tente la pénalité et la passe, marquant la première pénalité d'une rencontre internationale de rugby à XV. Ce sont les derniers points de la partie et le pays de Galles l'emporte 12 à 11. Au coup de sifflet final la pelouse est envahie par les supporters gallois satisfaits de cette première victoire à domicile sur le XV de la Rose ; Gould est juché sur leurs épaules et ils le transportent jusqu'au Angel Hotel tout en l'acclamant. Cette victoire est la consécration du style de jeu gallois, et, la saison suivante, l'Angleterre adopte à son tour le jeu à quatre trois-quarts.
Pays de Galles 2 - 0 Irlande
Points marqués:
- Pays de Galles : 1 essai de B. Gould[15].
- Irlande : aucun.

Pays de Galles : Bancroft, Biggs, A. Gould (capitaine), B. Gould, McCutcheon, Phillips (o), Parfitt (m), Mills, Nicholl, Graham, Hill, Hannan, D. Samuel, Boucher, Watts.
Arbitre : WH Humphreys (Angleterre)
Arthur Gould est toujours le capitaine du pays de Galles pour le deuxième match du tournoi contre l'Écosse. La rencontre se conclut par une victoire 9 à 0 des Gallois, avec des essais de Bert Gould, Biggs et McCutcheon construits sur des mouvements des lignes arrières. Le pays de Galles est ensuite opposé à l'Irlande dans l'enceinte de Stradey Park à Llanelli, pour une rencontre décisive en vue de l'attribution de la Triple couronne. Les spectateurs, au nombre de 20 000, assistent à une rencontre peu convaincante des Gallois qui l'emportent sur le score minimal de 2 à 0, ne marquant qu'un seul essai par Bert Gould. Malgré la faible performance de l'équipe, la foule est enthousiaste et célèbre la victoire galloise.